# Altrisuoni
Altrisuoni ist ein Schweizer Jazzlabel, das 1993 in Lugano von Romano Nardelli, Stefano Franchini und Christian Gilardi gegründet wurde.
Das Label Altrisuoni, das bis 2016 in Manno TI angesiedelt war, dokumentierte zunächst vor allem die genreübergreifende Szene des Tessin, aber auch Norditaliens. Dann wurden auf Altrisuoni auch Musiker aus der Deutschschweiz und dem französischen Sprachraum repräsentiert; mittlerweile hat sich das Label weiter internationalisiert. Altrisuoni hat Alben von Enrico Rava, Furio Di Castri, Flavio Boltro, Dado Moroni, Pierre Favre, Marcel Papaux, John Wolf Brennan, Béatrice Graf, Fredi Lüscher, Dave Samuels, Nils Wogram, Albin Brun oder dem Hammer Klavier Trio veröffentlicht; auf seinen Produktionen wirken auch Musiker wie Albert Mangelsdorff oder Michel Godard mit.
Seit 2016 gehört Altrisuoni zu PBR Record, einem Vertriebs- und Verlagsunternehmen mit Sitz in Roche (VD).